# Leucon vanhoeffeni
Leucon vanhoeffeni är en kräftdjursart som beskrevs av John Todd Zimmer 1907. Leucon vanhoeffeni ingår i släktet Leucon och familjen Leuconidae.
Artens utbredningsområde är Kerguelen. Inga underarter finns listade i Catalogue of Life.